# Katja Salskov-Iversen
Katja Steen Salskov-Iversen (* 19. August 1994 in Kopenhagen) ist eine dänische Seglerin.

## Erfolge
Katja Salskov-Iversen nahm an den Olympischen Spielen 2016 in Rio de Janeiro mit Jena Hansen in der Bootsklasse 49erFX teil. Im abschließenden medal race waren die beiden Däninnen eines von vier Booten, die die vier Topplatzierungen unter sich ausmachten. Mit einem dritten Platz sicherten sich Salskov-Iversen und Hansen hinter Martine Grael und Kahena Kunze sowie Molly Meech und Alex Maloney die Bronzemedaille. Bei der Weltmeisterschaft im Jahr darauf in Porto wurde sie mit Jena Hansen Weltmeisterin. Darüber hinaus gewann sie mit Salskov-Iversenvon 2013 bis 2015 dreimal die Silbermedaille, ehe die beiden 2016 Europameisterinnen wurden.